# آنتونی مالبون
آنتونی مالبون (انگلیسی: Anthony Malbon؛ زادهٔ ۱۴ اکتبر ۱۹۹۱) بازیکن فوتبال اهل بریتانیا است.
از باشگاه‌هایی که در آن بازی کرده‌است می‌توان به باشگاه فوتبال نیوکاسل تاون، باشگاه فوتبال استالی‌بریج سلتیک، باشگاه فوتبال کیدرمینستر هاریرس، باشگاه فوتبال پورت ویل، و باشگاه فوتبال لیک تاون اشاره کرد.